# Zavalla (Texas)
Zavalla è un centro abitato degli Stati Uniti d'America, situato nella contea di Angelina dello Stato del Texas. La popolazione secondo il censimento effettuato nel 2010 la popolazione ammonta a 713. Il suo nome deriva da Lorenzo de Zavala, politico messicano che ricoprì la carica di Vicepresidente della Repubblica del Texas dal 16 marzo 1836 al 22 ottobre 1836.

## Geografia fisica
Zavala si trova all'intersezione tra la U.S. Highway 69 e la State Highway 63, 25 miglia a sud-est di Lufkin.

## Società

### Evoluzione demografica
Secondo il censimento del 2000, c'erano 647 persone, 268 nuclei familiari e 176 famiglie residenti nella città. La densità di popolazione era di 306.6 persone per miglio quadrato (118.4/km²). C'erano 340 unità abitative a una densità media di 161.1 per miglio quadrato (62.2/km²). La composizione etnica della città era formata dal 97.68% di bianchi, lo 0.46% di nativi americani, lo 0.15% di asiatici, lo 0.62% di altre razze, e l'1.08% di due o più etnie. Ispanici o latinos di qualunque razza erano il 2.01% della popolazione.
C'erano 268 nuclei familiari di cui il 34.0% aveva figli di età inferiore ai 18 anni, il 48.1% erano coppie sposate conviventi, il 12.7% aveva un capofamiglia femmina senza marito, e il 34.0% erano non-famiglie. Il 30.6% di tutti i nuclei familiari erano individuali e il 15.3% aveva componenti con un'età di 65 anni o più che vivevano da soli. Il numero di componenti medio di un nucleo familiare era di 2.41 e quello di una famiglia era di 2.99.
La popolazione era composta dal 26.6% di persone sotto i 18 anni, il 9.0% di persone dai 18 ai 24 anni, il 26.1% di persone dai 25 ai 44 anni, il 24.7% di persone dai 45 ai 64 anni, e il 13.6% di persone di 65 anni o più. L'età media era di 36 anni. Per ogni 100 femmine c'erano 87.5 maschi. Per ogni 100 femmine dai 18 anni in su, c'erano 87.7 maschi.
Il reddito medio di un nucleo familiare era di 21,806 dollari, e quello di una famiglia era di 28,750 dollari. I maschi avevano un reddito medio di 30,577 dollari contro i dollari delle femmine. Il reddito pro capite era di 13,049 dollari. Circa il 22.0% delle famiglie e il 28.1% della popolazione erano sotto la soglia di povertà, incluso il 36.6% di persone sotto i 18 anni e il 16.8% di persone di 65 anni o più

## Cultura

### Istruzione
Zavalla è servita dalla Zavalla Independent School District, che include la Zavalla High School.